# Ugo Visconti
Ugo Visconti (né dans la seconde moitié du XIe siècle à Pise en Toscane, Italie et mort en 1121) est un cardinal italien de l'Église catholique du XIIe siècle, nommé par le pape Pascal II.

## Biographie
Le pape Pascal II le  crée  cardinal  lors du consistoire de 1112. Le cardinal Visconti fait construire une église à Pise, dédiée à l'apôtre   Philippe. Ugo Visconti  participe à l'élection de Gélase II en 1118. Il est recteur (gouverneur) de Bénévent  et est légat près du roi Roger II de Sicile. Il  ratifie l'élection du pape Calixte II à Cluny et accompagne le nouveau pape aux Pouilles.